# Чимнаги, Луиджи
Луиджи Чимнаги (итал. Luigi Cimnaghi; 10 мая 1940, Меда, Ломбардия — 22 марта 2024, Рим) — итальянский гимнаст и спортивный чиновник. 

## Спортивные достижения
Принимал участие в соревнованиях по спортивной гимнастике на Олимпийских играх 1964 и 1968 годов, где занял соответственно 4-е и 12-е место в командных соревнованиях в составе мужской итальянской сборной команды.
Его лучший результат в личном зачете — 14-е место на брусьях на Олимпийских играх  1964 года.
Завоевал золотые медали в составе сборной Италии в 1963 и 1967 годах на Средиземноморских играх, а также четыре индивидуальные медали в 1967 году: две "серебряные" — на брусьях и в опорном прыжке и две бронзовые медали — в многоборье и на перекладине.
Закончив выступления  на соревнованиях, работал  спортивным администратором. В качестве члена Европейского союза гимнастики курировал международные соревнования с 1984 по 1989 год. В 1988 году  работал на должности Сhef de mission в итальянской паралимпийской сборной команде на  зимних Олимпийских играх в Нагано, а в 1999-2004 годах работал менеджером на  стадионе " Stadio Olimpico" (олимпийский футбольный стадион) в Риме.
В 1981 году Чимнаги был членом организационного комитета  Европейского мужского чемпионата по спортивной гимнастике, в 1998 году — организационного комитета на соревнованиях World Equestrian Games, в  2006 году — на зимней Олимпиаде, в 2009 году — на  Средиземноморских играх.
Умер 22 марта 2024 года в возрасте 83 лет.